# Kotipura, Shikarpur
Kotipura là một làng thuộc tehsil Shikarpur, huyện Shimoga, bang Karnataka, Ấn Độ.